# Gephyrochromis
Gephyrochromis es un pequeño género de peces pertenecientes a la familia Cichlidae endémica del Lago Malaui en África oriental.

## Especies
Tiene dos especies:
- Gephyrochromis lawsi Fryer, 1957
- Gephyrochromis moorii Boulenger, 1901